# Guilbaut Colas
Guilbaut Colas (Échirolles, 18 giugno 1983) è un ex sciatore freestyle francese, campione mondiale nella gara di gobbe a Deer Valley 2011.

## Biografia
Guilbaut Colas debuttò nel Circo bianco disputando una gara di gobbe a Saas-Fee, valida per la Coppa Europa, il 9 dicembre 2000 giungendo 36º. L'esordio in Coppa del Mondo avvenne l'anno seguente a Tignes, dove l'atleta chiude al 16º posto. Ai Mondiali di Deer Valley 2003 ottenne un 5º piazzamento nella stessa disciplina, mentre ai XX Giochi olimpici invernali di Torino 2006 concluse la prova al 10°.
Ai Campionati mondiali di Madonna di Campiglio 2007, Colas conquistò la medaglia d'argento nelle gobbe, alle spalle dell'australiano Dale Begg-Smith. Nella stessa stagione si aggiudicò il primo successo in Coppa del Mondo, vincendo la gara di gobbe in parallelo tenutasi a Deer Valley negli Stati Uniti.
Fu presente ai XXI Giochi olimpici invernali di Vancouver 2010 durante i quali ottiene, come miglior piazzamento un 6º posto nella gara di gobbe. Ma è la stagione 2010/2011 quella più ricca di soddisfazione per l'atleta, durante la quale riuscì a vincere l'oro ai Deer Valley 2011 nelle gobbe e conquista la Coppa del Mondo generale, oltre che quella di specialità. Al termine della stagione 2013/2014 annunciò il ritiro dalle competizioni.
In carriera il freestyler vinse 13 gare di Coppa del Mondo ed salì 28 volte sul podio.

## Palmarès

### Mondiali
- 2 medaglie:
  - 1 oro (nelle gobbe a Deer Valley 2011)
  - 1 argento (nelle gobbe a Madonna di Campiglio 2007)

### Coppa del Mondo
- Vincitore della Coppa del Mondo nel 2011
- Vincitore della Coppa del Mondo di gobbe nel 2011
- 28 podi:
  - 13 vittorie
  - 8 secondi posti
  - 7 terzi posti

#### Coppa del Mondo - vittorie
| Data             | Luogo           | Paese       | Disciplina |
| ---------------- | --------------- | ----------- | ---------- |
| 13 gennaio 2007  | Deer Valley     | Stati Uniti | DM         |
| 26 gennaio 2008  | Mont Gabriel    | Canada      | MO         |
| 1º marzo 2008    | Mariánské Lázně | Rep. Ceca   | MO         |
| 29 gennaio 2009  | Deer Valley     | Stati Uniti | MO         |
| 31 gennaio 2009  | Deer Valley     | Stati Uniti | MO         |
| 16 gennaio 2010  | Deer Valley     | Stati Uniti | MO         |
| 21 gennaio 2010  | Lake Placid     | Stati Uniti | MO         |
| 18 marzo 2010    | Sierra Nevada   | Spagna      | MO         |
| 15 dicembre 2010 | Méribel         | Francia     | DM         |
| 22 gennaio 2011  | Lake Placid     | Stati Uniti | MO         |
| 23 marzo 2011    | Lake Placid     | Stati Uniti | MO         |
| 20 marzo 2011    | Voss            | Norvegia    | DM         |